# Geschützter Landschaftsbestandteil Gehölzstreifen Garenfeld

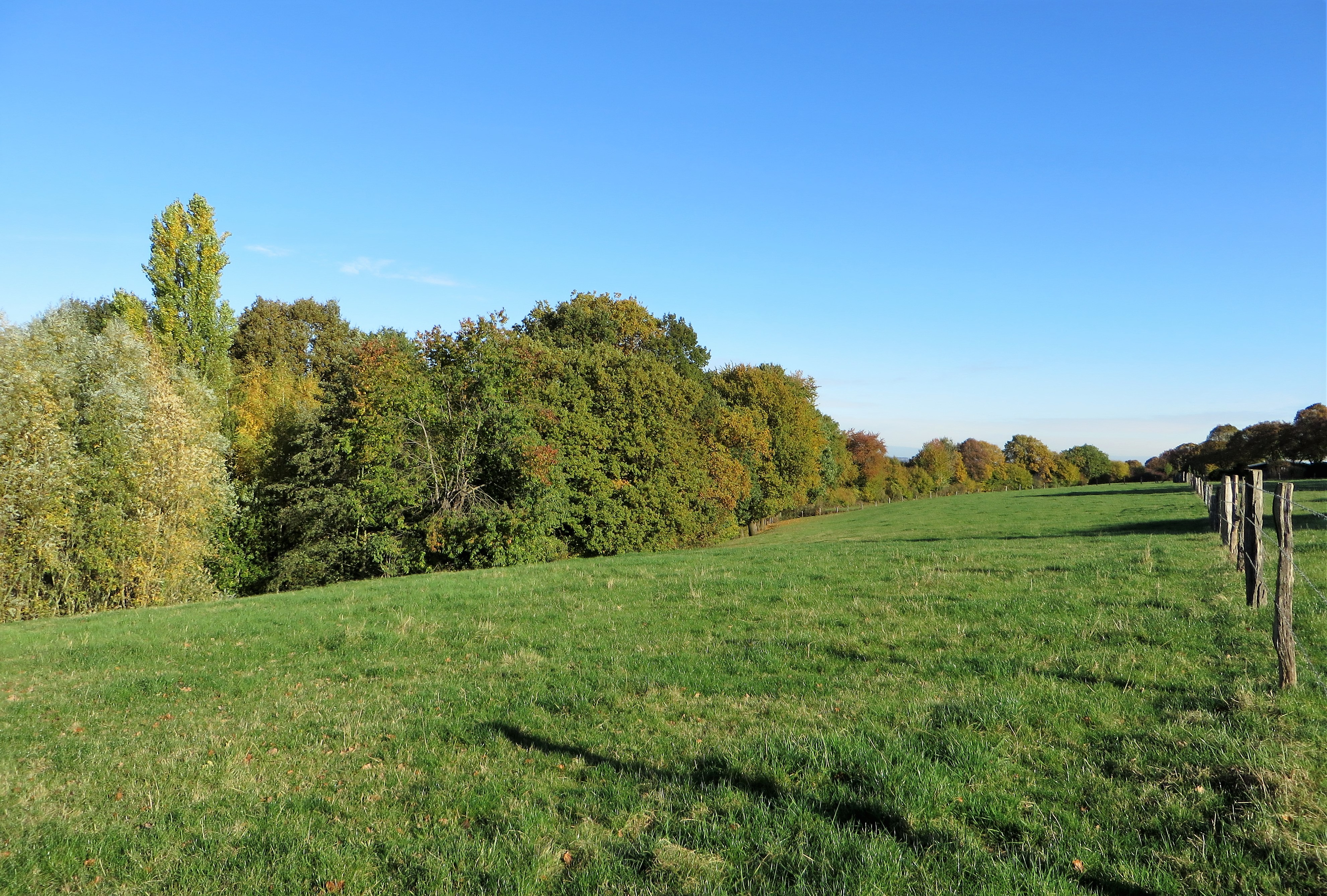
Geschützter Landschaftsbestandteil Gehölzstreifen Garenfeld

Der Geschützte Landschaftsbestandteil Gehölzstreifen Garenfeld mit einer Flächengröße von 0,84 ha befindet sich auf dem Gebiet der kreisfreien Stadt Hagen in Nordrhein-Westfalen. Der LB wurde 1994 mit dem Landschaftsplan der Stadt Hagen vom Stadtrat von Hagen ausgewiesen. Der Landschaftsbestandteil liegt zwischen dem Ortskern Garenfeld und der Straße Zur Feldlage entlang einer Geländestufe auf einer Länge von 400 m.

## Beschreibung
Beim LB handelt es sich im nördlichen Teil um einen hohlwegartigen, artenreichen Gehölzstreifen und im südlichen Bereich stehen 20 Kopfweiden.

## Schutzzweck
Laut Landschaftsplan erfolgte die Ausweisung „zur Sicherung der Leistungsfähigkeit des Naturhaushalts durch Erhalt eines arten- und strukturreichen Gehölzbestandes mit mächtigen Althölzern als Nist-, Brut-, Nahrungs- und Rückzugsraum insbesondere für Vögel und Kleinsäuger der Feldflur und zur Gliederung, Belebung und Pflege des Landschaftsbildes durch Erhalt von Gehölzstrukturen im intensiv landwirtschaftlich genutzten Bereich.“